# Party 93.1
Party 93.1 е радио за денс музика в Южна Флорида.

## История
В края на 2001 то наследява старото WHDR (радио за класическа музика) и се превърна в WPYM, Party 93.1, South Florida's Pure Dance Channel. То е част от системата на „Кокс радио къмюникейшънс“.
До края си през 2005 г. радиото става известно за феновете на денс музиката. То печели наградата за най-добро денс радио през 2004 г. Става популярно и с шоуто, което пуска веднъж седмично – Global DJ Broadcast with Markus Schulz.
През март 2005 г. „Кокс радио Комюникейшънс“ решава да промени формата и името на станцията. Оттогава на тази честота 93.1 мегахерца във Флорида звучи WHDR South Florida's only pure rock station. Форматът на радиото е рок. За много хора това е много тъжен ден в историята на денс музиката.

## Известни предавания
- The Lost World с George Acosta
- In the Mix с Paul Oakenfold
- Global DJ Broadcast с Markus Schulz и др.

## Завръщане
На 24 март 2008 г. „Кокс радио Комюникейшънс“ взема решение да върне радиото. Единствената разлика е, че сега то излъчва в HD2 формат. Разликата между HD и FM излъчването е, че първото е доста по-качествено, но слушателят трябва да има специален HD приемник. Така се отваря възможност на една и съща честота да има едновременно излъчвания от няколко радиостанции.